# Kunzang Choden (pisarka)
Kunzang Choden (ur. 1952 w dystrykcie Bumtʽang) – bhutańska pisarka. Jest pierwszą kobietą z Bhutanu, która napisała powieść w języku angielskim.
Kunzang Choden urodziła się w dystrykcie Bumtʽang. Jej rodzice byli właścicielami feudalnymi. Gdy miała dziewięć lat, ojciec wysłał ją do szkoły w Indiach, gdzie uczyła się języka angielskiego. Obroniła licencjat z wyróżnieniem z psychologii w Indraprastha College for Women w Delhi i licencjat z socjologii w Uniwersytecie Nebraski-Lincoln. Pracowała dla Programu Narodów Zjednoczonych ds. Rozwoju w Bhutanie. Ona i jej mąż ze Szwajcarii mieszkają obecnie w Thimphu.
Pierwszą powieścią autorki była opublikowana w 2005 The Circle of Karma.